# Джандарбеков, Курманбек
Курманбе́к Джандарбе́ков (1904/05—1973) — советский казахский оперный певец (баритон), режиссёр, педагог. Народный артист Казахской ССР (1936). Лауреат Сталинской премии второй степени (1949). Член ВКП(б) с 1946 года.

## Биография
Родился 25 декабря 1904 года (7 января) 1905 года) на территории нынешнего Сайрамского района Туркестанской области Казахстана. Происходит из рода сикым племени дулат.
В 1925 году окончил Институт народного просвещения в Ташкенте. В 1928—1929 годах учился на актёрском отделении ВГИКа.
С 1925 года актёр и режиссёр Драматического театра в Кзыл-Орде.
С 1934 года актёр и режиссёр, художественный руководитель (1944—1948), директор (1953—1955), главный режиссёр (1949—1952; 1956—1959) КазГАТОБ имени Абая.
Снимался в кино.
С 1949 года преподавал в оперном классе Алма-Атинской консерватории, с 1961 года — зав. кафедрой оперной подготовки (с 1970 года профессор).
Умер 9 июля 1973 года. Похоронен в Алма-Ате на Кенсайском кладбище.

## Творчество
Один из основателей казахского национального профессионального театра. Также он способствовал возрождению казахского танцевального искусства, выступив консультантом и режиссёром-постановщиком нескольких национальных балетов.

### Роли в театре
- «Каракёз» М. О. Ауэзова — певец Сарым
- «Енлик-Кебек» М. О. Ауэзова — Кебек
- «Мятеж» Д. А. Фурманова — Фурманов

### Роли в кино
- 1939 — Амангельды — Жакас
- 1952 — Джамбул — Кадырбай
- 1958 — Мы из Семиречья — Садык

### Театральные постановки
- 1926 — «Каракёз» М. О. Ауэзова
- 1928 — «Женитьба» Н. В. Гоголь (совместно с С. Кожамкуловым)
- 1930 — «Шахта» Ж. Т. Шанина

### Оперные партии
- «Кыз-Жибек» Е. Г. Брусиловского — Бекежан
- «Ер-Таргын» Е. Г. Брусиловского — Таргын
- «Жалбыр» Е. Г. Брусиловского — Жалбыр
- «Нэргиз» А. М. М. Магомаева — Агаларбек
- «Евгений Онегин» П. И. Чайковского — ротный
- «Чио-Чио-сан» Дж. Пуччини — Ямадари

### Оперные постановки
- 1934 — «Айман Шолпан» Е. Г. Брусиловского
- 1935 — «Жалбыр» Е. Г. Брусиловского
- 1937 — «Ер-Таргын» Е. Г. Брусиловского
- 1941 — «Нэргиз» А. М. М. Магомаева
- 1942 — «Гвардия, вперёд!» Е. Г. Брусиловского
- 1944 — «Абай» А. К. Жубанова и Л. А. Хамиди
- 1946 — «Биржан и Сара» М. Т. Тулебаева
- 1947 — «Демон» А. Г. Рубинштейна
- 1948 — «Кармен» Ж. Бизе
- 1956 — «Назгум» К. Х. Кужамьярова

### Балетные постановки
- 1938 — «Калкаман и Мамыр» В. В. Великанова[2]
- 1940 — «Весна» И. Н. Надирова[3]
- 1950 — «Камбар и Назым» В. В. Великанова[4]

## Награды и премии
- Орден Ленина (3 января 1959) — за выдающиеся заслуги в развитии казахского искусства и литературы и в связи с декадой казахского искусства и литературы в гор. Москве
- Сталинская премия второй степени (1949) — за постановку оперного спектакля «Биржан и Сара» М. Т. Тулебаева (1946)[5]
- Орден Трудового Красного Знамени (26 мая 1936; за выдающиеся заслуги в деле развития казахского оперного искусства, казахской музыки, песни и танцев[6])
- Народный артист Казахской ССР (1936)
- Орден «Знак Почёта»

## Семья
Первый брак: жена — Зура Атабаева (1909—1974), актриса Казахского театра драмы.
Второй брак: жена — Шара Жиенкулова (1912—1991), танцовщица, народная артистка Казахской ССР (1938), сын — Булат Джандарбеков (1932—1991), писатель, автор исторической дилогии «Саки» («Томирис»/«Подвиг Ширака»).
Третий брак: жена — Шолпан Джандарбекова (1922—2005), актриса театра и кино, народная артистка СССР (1982).